# Lamprotornis corruscus
Lamprotornis corruscus е вид птица от семейство Скорецови (Sturnidae).

## Разпространение
Видът е разпространен в Зимбабве, Кения, Мозамбик, Сомалия, Свазиленд, Танзания и Южна Африка.